# Île de Rachgoun
L'île de Rachgoun, communément appelée Layella, est une île située à 2 km au large du littoral oranais, en Algérie, à l'aplomb de la station balnéaire de Rachgoun. Elle fait 800 m de long sur 200 m de large.

## Description
Les contours de l'île de Rachgoun sont escarpés à pic sur tout son pourtour à l'exception de la partie Sud-Ouest. Au Sud Est, il y a un bassin naturel pour l'accostage des bateaux et un débarcadère très praticable lorsque soufflent les vents du Nord et de l'Est.
Elle parait être volcanique et couverte d'un épais manteau végétal fait de lentisques, de palmiers nains et de buissons.
Une ruine est aperçue dans la zone la plus déprimée de l'île, les restes d'une construction que l'on attribue aux Romains.
D'après l'ouvrage de Jean-Claude Golvin et André Laronde,"L'Afrique Antique" éditions Taillandier (2001), l'îlot de Rachgoun a des vestiges carthaginois remontant au VIIe siècle av. J.-C.
En l'année 1836, les  Français ont installé une garnison sur l'île.
Le phare de l'île Rachgoun a été édifié en 1870, sa lanterne oscille toutes les 10 secondes.
L'île est reconnue site Ramsar depuis le 5 juin 2011 pour sa fonction de site d'hivernage pour plusieurs espèces migratrices.

### Botanique
Un inventaire de la flore vasculaire a permis d'appréhender l'originalité floristique et l'importance biogéographique de l'île de Rachgoun. Une découverte notable est celle d'Avena sterilis subsp. atherantha, un taxon nouvellement considéré pour l'Algérie, soulignant une probable méconnaissance de la flore locale. Sur les 55 taxons répertoriés sur l'île, 35 sont partagés avec l'archipel des Habibas, mais 17 sont uniques à Rachgoun, mettant en lumière sa diversité spécifique. Cette complémentarité floristique renforce l'intérêt de ces petites îles en tant que lieux de biodiversité, malgré des lacunes dans les données sur certains taxons.